# Sturz in den Abgrund
Sturz in den Abgrund ist eine US-amerikanische Westernkomödie aus dem Jahr 1931 von Philip Rosen mit Ken Maynard in der Hauptrolle. Der Film wurde von Tiffany Productions of California produziert.

## Handlung
Rod Whitaker und seinen Freunden Ramrod und Half-a-Rod werden die Pferde gestohlen. Sie wandern zur nächsten Stadt, in der sich Rod um den freien Posten als Sheriff bewirbt. Er verliebt sich in Dale Winters und verspricht ihr, sich um ihren willensschwachen Bruder Bud zu kümmern. Bud wird von dem Saloonbesitzer Ramsey ausgenutzt, da Buds Vater als Richter Ramseys Bruder zu Zuchthaus verurteilt hat, in dem er dann starb. 
Ramsay zwingt Bud zu einem Banküberfall, mit dessen Beute er seine Spielschulden begleichen soll. Rod und Ramrod erfahren von Ramsays Plan und überwachen die Bank, die überfallen werden soll. Bei dem Überfall wird Ramrod erschossen. Bud ist geschockt, dass es einen Toten gab und will sich stellen, wird aber von Ramsey gehindert. Bud setzt diesmal seinen Willen durch. Während er auf den Sheriff wartet, bemerkt er eine Notiz, die Rod und Dale in einen Hinterhalt lockt. Bud nimmt Rods Pferd und reitet zu der bezeichneten Stelle. Dort wird er an Stelle von Rod vom Pferd geschossen. Bud überlebt den Angriff und kann Ramsey als Täter benennen. Rod versichert Bud, dass sein Eingreifen positiv bewertet wird und küsst Dale.

## Hintergrund
Gedreht wurde der Film in Santa Clarita und in den Vasquez Rocks.

## Veröffentlichung
Die Premiere des Films fand am 8. November 1931 statt. In der Bundesrepublik Deutschland kam er am 29. September 1950 in die Kinos.

## Kritiken
Das Lexikon des internationalen Films schrieb: „Billig produzierte Westernklamotte aus der Frühzeit des Tonfilms, die mit fast 20 Jahren Verspätung den Weg in deutsche Kinos fand.“
Der Kritiker des Magazins Film Daily nannte den Film einen einfachen Western mit den üblichen Situationen und interessanten Faustkämpfen und Schießereien.